# Sick of Myself
Pour plus de détails, voir Fiche technique et Distribution.
Sick of Myself (Syk pike) est un film norvégien réalisé par Kristoffer Borgli, sorti en 2022.

## Synopsis
Face à la popularité de son petit ami dans le milieu de l'art contemporain, Signe décide de se faire passer pour malade pour avoir de l'attention.

## Fiche technique
- Titre : Sick of Myself
- Titre original : Syk pike
- Réalisation : Kristoffer Borgli
- Scénario : Kristoffer Borgli
- Musique : Turns
- Photographie : Benjamin Loeb
- Montage : Kristoffer Borgli
- Production : Dyveke Bjørkly Graver et Andrea Berentsen Ottmar
- Société de production : Oslo Pictures, Garage Film International et Memento Films International
- Société de distribution : Tandem (France)
- Pays :  Norvège,  Suède,  Danemark et  France
- Genre : Comédie noire
- Durée : 97 minutes
- Dates de sortie : 
  - Norvège : 9 septembre 2022
  - France : 31 mai 2023

## Distribution
- Kristine Kujath Thorp : Signe
- Eirik Sæther : Thomas
- Fanny Vaager : Marte
- Sarah Francesca Brænne : Emma
- Fredrik Stenberg Ditlev-Simonsen : Yngve
- Steinar Klouman Hallert : Stian
- Ingrid Vollan : Beate
- Andrea Bræin Hovig : Lisa
- Henrik Mestad : Espen
- Anders Danielsen Lie : Lege
- Frida Natland : Nora
- Guri Hagen Glans : Kristina
- Mathilda Höög : Anja
- Seda Witt : Stine
- Elisabeth Bech Aschehoug : Anine
- Terje Strømdahl : Olav
- Anne Kokkinn : Torill
- Christian Torp : Eivind
- Erlend Mørch : Erik

## Accueil
Le film a reçu un accueil défavorable de la critique. Il obtient un score moyen de 71 % sur Metacritic.